# An Dương (huyện Trung Quốc)
An Dương (chữ Hán giản thể: 安阳县, âm Hán Việt: An Dương huyện) là một huyện thuộc địa cấp thị An Dương, tỉnh Hà Nam, Cộng hòa Nhân dân Trung Hoa.
Huyện An Dương nằm ở phía bắc tỉnh Hà Nam, phía tây bắc địa cập thị An Dương, nơi tiếp giáp hai tỉnh Hà Nam - Hà Bắc. Phía nam giáp huyện Thang Âm, địa cấp thị Hạc Bích, phía bắc ở bờ kia sông Hoàng Hà là các huyện Từ, Lâm Chương, Thiệp của địa cấp thị Hàm Đan thuộc tỉnh Hà Bắc. Phía tây giáp thành phố cấp huyện Lâm Châu, phía đông giáp huyện Nội Hoàng.
Huyện An Dương có diện tích 1.196 km², dân số năm 2002 là 900.000 người. Mã số bưu chính của huyện An Dương là 455000. Huyện lỵ đóng tại phía đông đường Giải Phóng thuộc nhai đạo Đăng Tháp Lộ của quận Bắc Quan.

## Phân chia hành chính
Huyện An Dương được chia các đơn vị hành chính gồm 11 trấn và 10 hương.
- Trấn: Thủy Dã, Đồng Dã, Bạch Bích, Thiện Ứng, Khúc Câu, Bách Trang, Lư Thôn, Tương Thôn, Hàn Lăng, Tân Thôn, Thôi Gia Kiều.
- Hương: Đô Lý, Lỗi Khẩu, Mã Gia, Vĩnh Hòa, Ngõa Điếm, Luân Chưởng, An Phong, Hồng Hà Đồn, Hứa Gia Câu và Bắc Quách.